# Барби (Арденны)
Барби́ (фр. Barby) — коммуна во Франции, находится в регионе Шампань — Арденны. Департамент — Арденны. Входит в состав кантона Ретель. Округ коммуны — Ретель.
Код INSEE коммуны — 08048.
Коммуна расположена приблизительно в 165 км к северо-востоку от Парижа, в 65 км севернее Шалон-ан-Шампани, в 45 км к юго-западу от Шарлевиль-Мезьера.

## Население
Население коммуны на 2008 год составляло 371 человек.
| 1962 | 1968 | 1975 | 1982 | 1990 | 1999 | 2008 |
| ---- | ---- | ---- | ---- | ---- | ---- | ---- |
| 184  | 209  | 211  | 347  | 384  | 352  | 371  |

## Администрация
| Период | Период | Фамилия        | Партия | Должность |
| ------ | ------ | -------------- | ------ | --------- |
| 1977   | 1995   | Жан Фекан      |        |           |
| 1995   | 2004   | Жан-Мари Ренар |        |           |
| 2004   | 2005   | Луи Тантон     |        |           |
| 2005   |        | Кристиан Нуазе |        |           |

## Экономика
Основу экономики составляет сельское хозяйство.
В 2007 году среди 250 человек в трудоспособном возрасте (15—64 лет) 173 были экономически активными, 77 — неактивными (показатель активности — 69,2 %, в 1999 году было 67,5 %). Из 173 активных работали 161 человек (91 мужчина и 70 женщин), безработных было 12 (4 мужчины и 8 женщин). Среди 77 неактивных 20 человек были учениками или студентами, 29 — пенсионерами, 28 были неактивными по другим причинам.

## Достопримечательности
- Церковь Св. Иоанна Крестителя (1880 год). В церкви находится памятник канцлеру Парижского университета Жану Жерсону.
- Замок Ла-Бати в галло-романском стиле (XIII век). Исторический памятник с 1972 года.[3]

## Фотогалерея

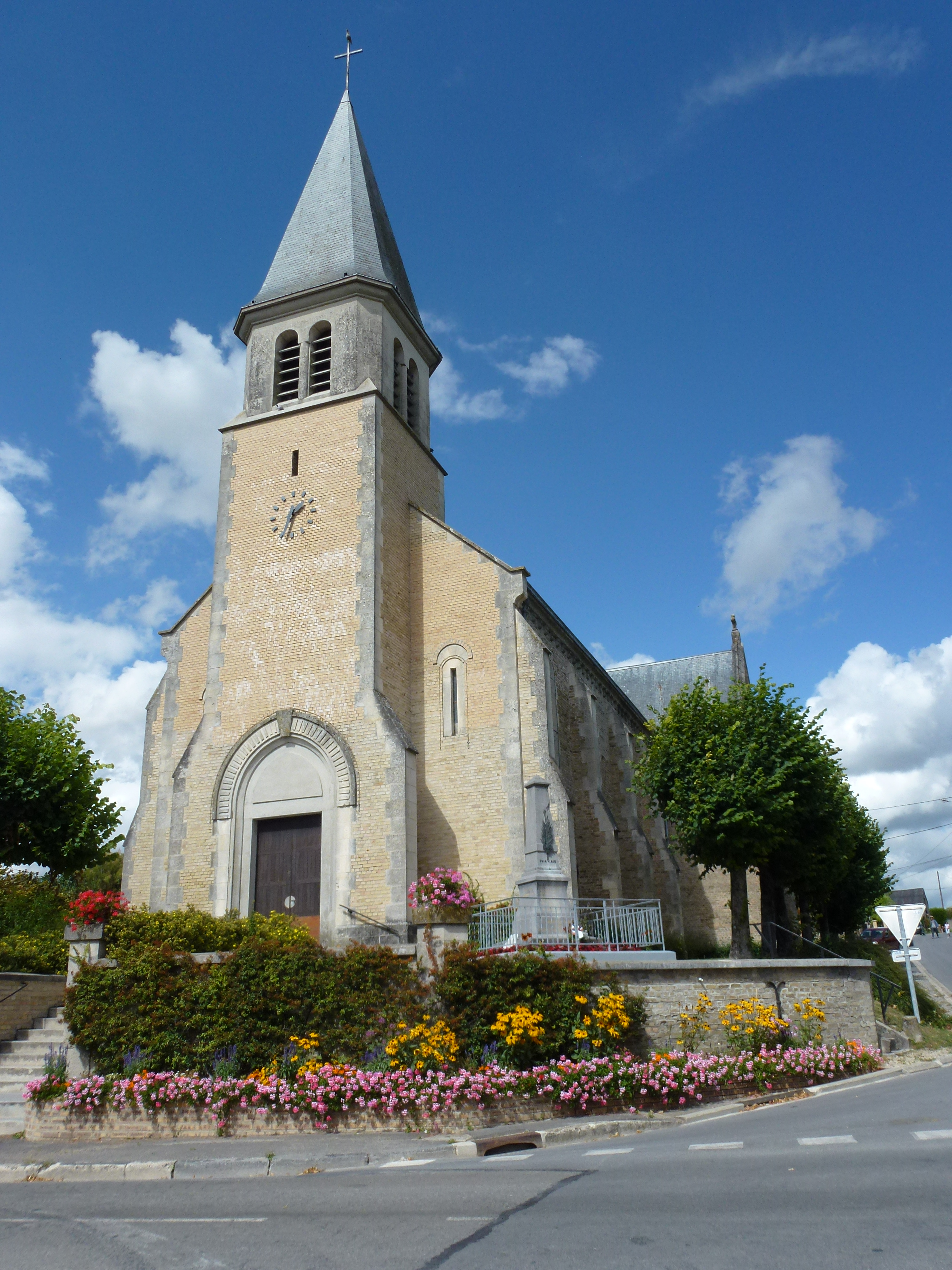
Церковь Св. Иоанна Крестителя
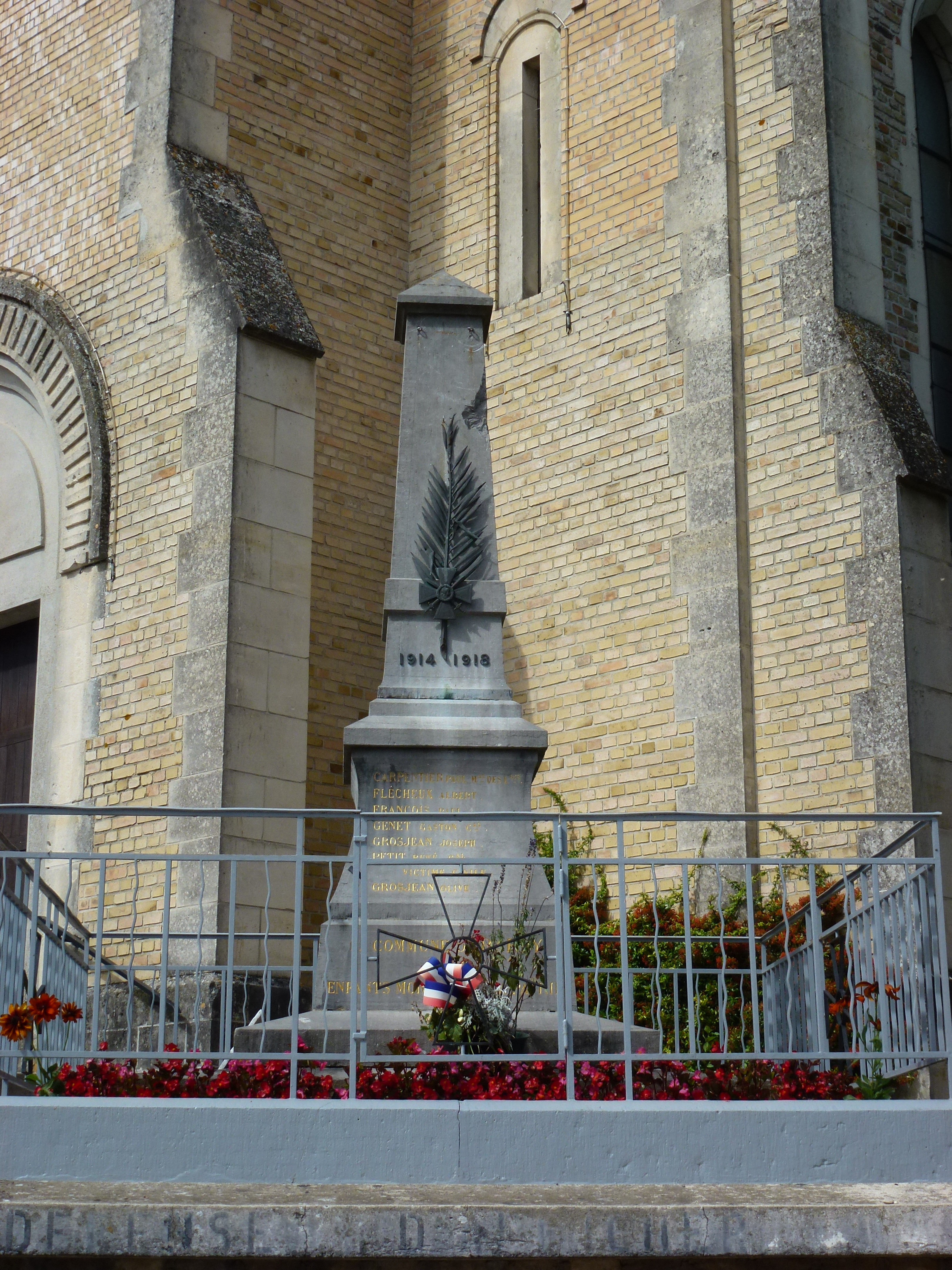
Памятник погибшим в Первой мировой войне
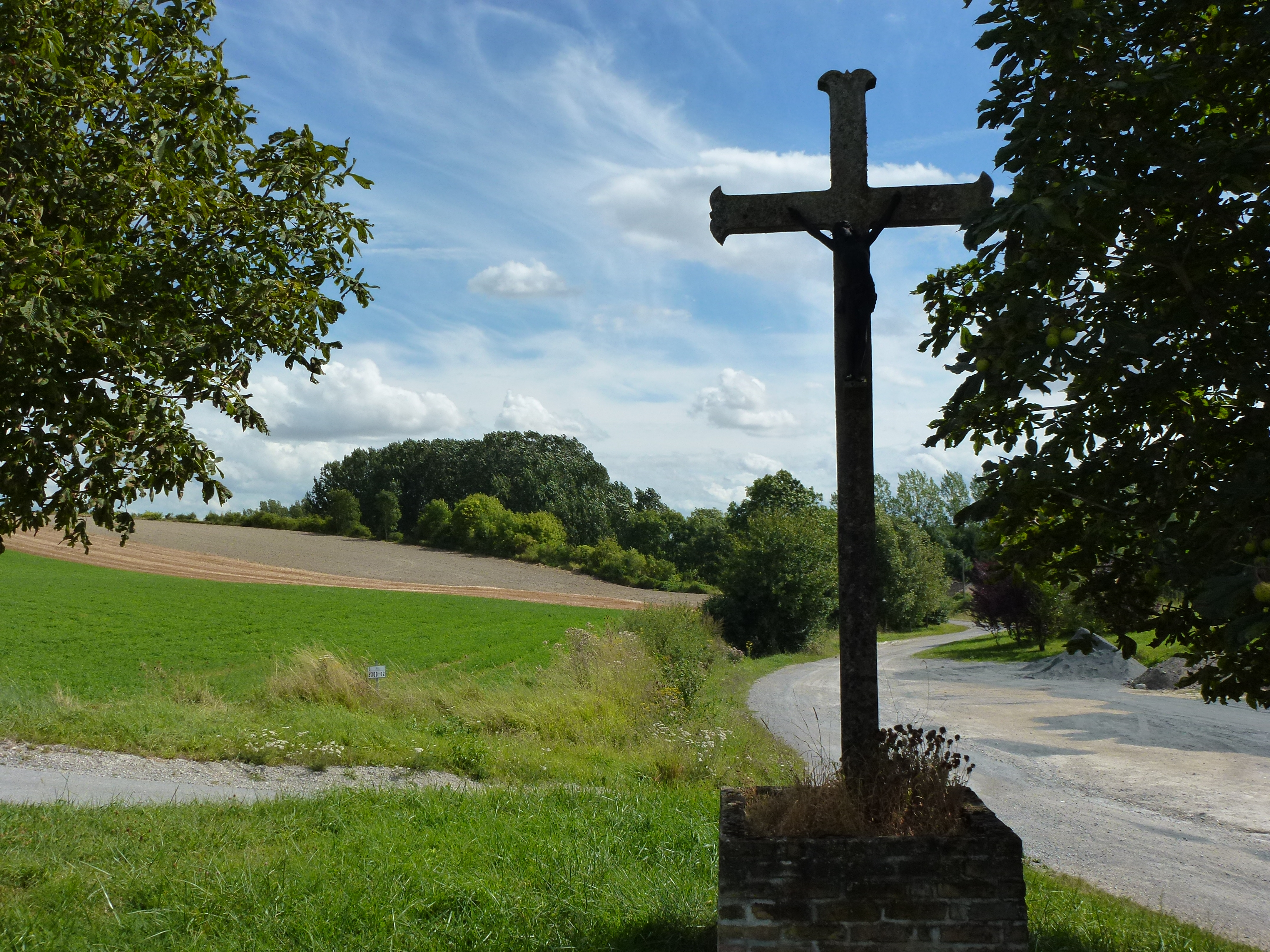
Придорожный крест
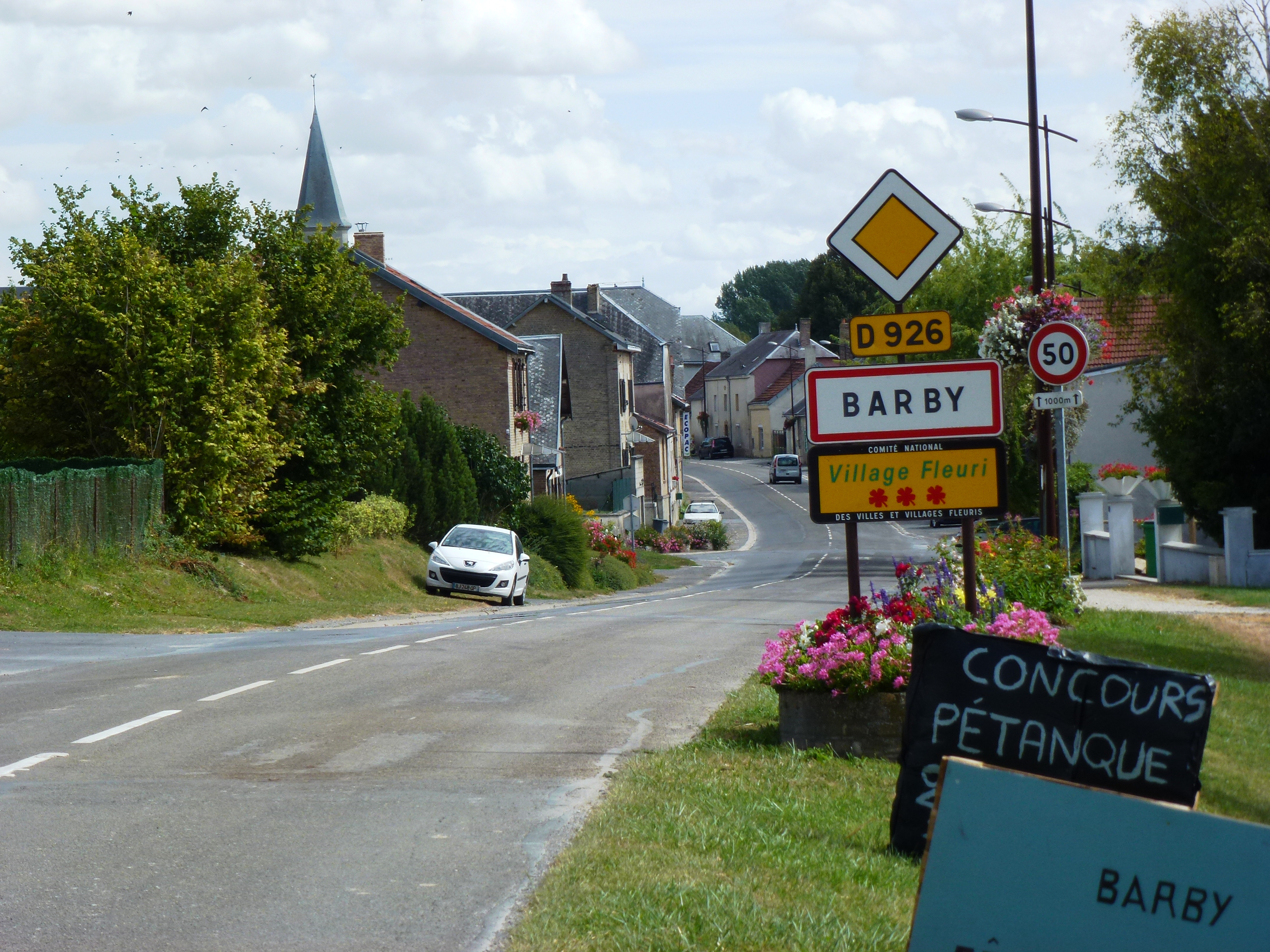
Въезд в Барби